# Бучум-Орља (Хунедоара)
Бучум-Орља (рум. Bucium-Orlea) насеље је у Румунији у округу Хунедоара. Oпштина се налази на надморској висини од 324 m.

## Становништво
Према подацима из 2002. године у насељу је живело 196 становника, од којих су сви румунске националности.